# Ernst Schollich
Ernst Schollich (26. dubna 1882 Libina – 23. května 1945 Nový Jičín) byl československý politik německé národnosti, meziválečný poslanec Národního shromáždění za Německou nacionální stranu a dlouholetý starosta Nového Jičína.

## Biografie
Vystudoval gymnázium v Olomouci a Uničově a jednoroční kurz pro armádní dobrovolníky (dosáhl hodnosti poručíka v záloze). Studoval zeměpis, dějepis a tělovýchovu na pražské německé univerzitě (v letech 1903–1904) a na Universität Graz (1904–1907). Učil pak na gymnáziu v Uničově a v letech 1908–1935 na vyšší zemědělské škole v Novém Jičíně. Za první světové války se zúčastnil bojů.
Byl aktivní v sudetoněmeckém politickém táboře, zpočátku v mládežnických spolcích, později jako publicista (v letech 1922–1924 vydával list Volksruf, v letech 1929–1944 přispíval do Deutsche Volkszeitung) a aktivní politik. Byl členem vedení Německé radikální strany na Moravě. Od roku 1919 zasedal slezském národoveckém spolku Nordmark. Po vzniku Československa se zapojil roku 1919 do formace Deutsche Soziale Volkspartei, která se ještě téhož roku spojila do Německé nacionální strany. Patřil mezi nejužší vedení této strany na Moravě.
V parlamentních volbách v roce 1920 získal poslanecké křeslo v Národním shromáždění za Německou nacionální stranu. Mandát obhájil v parlamentních volbách v roce 1925 i parlamentních volbách v roce 1929. V letech 1929–1933 zastával funkci předsedy poslaneckého klubu německých nacionálů. Zasazoval se o sloučení Německé nacionální strany a německých nacionálních socialistů (DNSAP). Po zrušení Německé nacionální strany přešel koncem roku 1933 do nově zřízeného poslaneckého klubu Klub deutsch-völkischer Abgeordneten, jehož předsedou se stal. Později byl členem Sudetoněmecké strany. Rakouský biografický slovník o něm uvádí, že jako jeden z mála sudetoněmeckých poslanců ovládal češtinu.
Podle údajů k roku 1929 byl povoláním profesor vyšší střední hospodářské školy . Zastával významné funkce v komunální politice. V letech 1919–1920 byl náměstkem starosty Nového Jičína, úřad starosty Nového Jičína potom zastával v letech 1923–1933 a znovu 1938–1945. Zasloužil se o stavební rozvoj města. Za jeho éry byla postavena kanalizace, přebudována radnice, postaveno kino a zvelebeny městské parky. Staral se o pořádek ve městě a poskytoval dary místnímu muzeu.
Zhruba od roku 1936 byl agentem říšské zpravodajské služby Sicherheitsdienst. V roce 1938 byl během eskalující sudetoněmecké revolty krátce zadržen československými úřady. Následně od počátku roku 1939 byl členem NSDAP a o několik měsíců později se stal i členem SS, kde měl od září 1939 hodnost Sturmbannführera. Od téhož roku měl i funkci krajského vůdce (Kreisleiter) pro komunální politiku. V květnu 1945 byl zatčen československými úřady. A dne 23. května 1945 spáchal ve vazbě sebevraždu.